# Interfase
L'interfase è il periodo di tempo del ciclo di divisione cellulare delle cellule eucariotiche che intercorre tra una mitosi e quella successiva. In tale periodo avviene il processo di duplicazione del materiale genetico (DNA), e di alcuni organelli cellulari, quali i centrioli ed i mitocondri, ed in generale l'aumento di massa e di dimensioni della  cellula, in modo tale da permettere la formazione di due cellule figlie a partire dalla cellula madre.
L'interfase si suddivide in tre fasi che, a seconda dell'organismo e del tipo di cellula, possono essere più o meno facilmente distinte. 
Queste fasi sono:
- fase G1 (G come gap, in inglese "intervallo", G1 = intervallo 1): nella quale la cellula produce gli organelli e le proteine necessari per l'accrescimento della massa cellulare e prepara i complessi enzimatici necessari per la fase successiva. Negli organismi pluricellulari, in questo periodo di tempo vengono svolte delle attività specifiche a seconda del tipo cellulare.
- fase S (S come sintesi, sintesi del materiale genetico): in questa fase avviene la duplicazione del materiale genetico. A livello delle origini di replicazione, i due filamenti nucleotidici che costituiscono il DNA vengono separati grazie all'azione di un complesso multiproteico chiamato pre-Loading Complex. In seguito, con il reclutamento di DNA polimerasi specifiche per la replicazione si forma il vero e proprio Replisome Progression Complex (RPC) che è responsabile della sintesi dei due nuovi filamenti, utilizzando come stampo (cd. templato) il DNA esistente.
- fase G2 (G come gap, in inglese "intervallo", G2 = intervallo 2): nella quale la cellula continua l'accrescimento della massa ed inizia a prepararsi alla successiva mitosi allestendo altre strutture indispensabili per la divisione.

Durante l'interfase, all'interno del nucleo, è impossibile osservare i cromosomi perché sotto forma di cromatina ancora non condensata; possono essere però distinti uno o più nucleoli, le regioni dove si trovano i geni codificanti per l'RNA ribosomiale, che durante le fasi G1 e G2 sono altamente trascritti per permettere la produzione di ribosomi.
Di norma nei mammiferi la fase G1 dura come minimo circa 5 ore, la fase S 7 ore e la fase G2 3 ore; invece la divisione cellulare dura solamente 1 ora.